# О’Флаэрти, Лиам
Лиам О’Фла́эрти, Лайам (англ. Liam O'Flaherty, ирл. Liam Ó Flaitheartaigh, 28 августа 1896 — 7 сентября 1984) — англо-ирландский писатель-новеллист, один из ярких представителей «кельтского возрождения».

## Биография
Родился в бедной крестьянской семье. В 1908 году поступил одновременно в три колледжа. Среди предметов его интересовала теология и он собирался стать клириком. Однако в 1914 г. он поступил в Дублинский университет, но вскоре записался в Ирландский гвардейский пехотный полк. В 1917 году О’Флаэрти отправляется солдатом на Первую мировую войну, где его тяжело ранят и в 1918 году увольняют в запас. После войны много путешествует по странам Средиземного моря, США, Канаде, Южной Америке и Ближнему Востоку. Работал матросом на торговых судах, шахтёром, официантом, бродячим рабочим.
В Бостоне он встретился со своим братом, который активно участвовал в социалистическом движении, что пробудило у О’Флаэрти ещё больший интерес к коммунизму. А уже в 1920 году, вернувшись на родину, он вступает в Социалистическую партию Ирландии (в 1921 принявшую название Коммунистическая партия Ирландии) и участвует в уличных столкновениях вместе с левым крылом ИРА.
Вслед за провозглашением 12 января 1922 года Ирландского Свободного государства, он и группа коммунистов и безработных 18 января захватывают городскую ратушу в Дублине и вывешивают красный флаг, призывая к социалистической революции.
Однако их не поддерживают даже товарищи из левого крыла ИРА, и восставшим приходится скрыться и эмигрировать. После этого он отходит от политики и посвящает себя литературе, много путешествует по Европе, но более всего любит Францию и русскую культуру.
О’Флаэрти до конца своей жизни считал себя коммунистом и даже перед самой смертью не прекращал читать работы Сартра.

## Творчество
Разочарованный в поражении восстания, О’Флаэрти пишет романы Осведомитель (англ. The Informer, 1925 год) и «Убийца» (англ. The Assassin, 1927 год) в которых изображает революционеров как оторванных от масс, внутренне опустошенных людей, в среде которых истинных борцов нельзя отделить от маньяков и провокаторов.
В 1937 году пишет роман «Голод» (англ. Famine) об ужасах и страданиях ирландского народа.